# 名誉船長
名誉船長(めいよせんちょう)とは、船舶に関する企業・団体が定める名誉職または名誉称号。

## 海運業における名誉船長
海運業界では、業界に功績ある著名人の顕彰や、海事産業の振興やPRのために名誉船長を任命することが多い。生前、船舶を愛し、船を描いた作品の多かった画家 柳原良平は商船三井、佐渡汽船、太平洋フェリー、東海汽船ら7つの海運各社から名誉船長の称号を受けていたほか、2007年には関西汽船とダイヤモンドフェリーが、2社で共同運航する「フェリーさんふらわあ」の名誉船長にプロ野球選手の稲尾和久を迎えているのはその例である。
また、幕末、ペリーの黒船来航でアメリカ艦隊の警護を担った伊予・松山藩士の上野家出身で、上野トランステック名誉会長、横浜エフエム放送会長を務めた上野豊は生前、横浜商工会議所会頭を5期務め、廃船予定だった海洋練習船「日本丸」を誘致した功績から同船名誉船長となっている。

## 財団等における名誉船長
また、財団等が国際親善のシンボルとして名誉船長を任命する例もある。2010年5月7日、角川文化振興財団の主催、読売新聞社の後援の下、「遣唐使再現プロジェクト」の出航前夜祭が開催された。同オウロジェクトは上海国際博覧会会場に向かう日本側使節団の乗り込む船舶で、古代、遣唐使の辿った航路をたどることで古代の日中交流を再現するもので、派遣される一団の名誉船長には作家の夢枕獏が任命されている。

### 報道資料
- 『日本経済新聞』2016年3月12日地方経済面神奈川版
- 『毎日新聞』2000年5月9日東京夕刊
- 『読売新聞』2007年6月9日大阪朝刊
- 『読売新聞』2014年5月8日大阪朝刊